# Cameraria australisella
Cameraria australisella är en fjärilsart som först beskrevs av Victor Toucey Chambers 1878.  Cameraria australisella ingår i släktet Cameraria och familjen styltmalar. Inga underarter finns listade i Catalogue of Life.